# Neolucanus marginatus marginatus
Neolucanus marginatus marginatus es una subespecie de coleóptero de la familia Lucanidae.

## Distribución geográfica
Habita en Sikkim y Assam en la (India).